# Секержитський Єгор Олександрович
Єгор Олександрович Секержитський (рос. Егор Александрович Секержитский; 18 вересня 1996, Чита, Росія — 25 березня 2022, Суха Кам'янка, Україна) — російський офіцер, старший лейтенант ЗС РФ. Герой Російської Федерації.

## Біографія
Син військовика. Підлітком вступив в Юнармію, командир роти шкільного почесного караулу №1 в Читі. В 2014 році закінчив із золотою медаллю середню загальноосвітню школу №49 з поглибленим вивченням англійської мови. В тому ж році вступив в Московське вище військове командне училище, яке в 2018 році також закінчив із золотою медаллю, після чого був призначений командиром взводу мотострілецької частини Західного військового округу. Учасник вторгнення в Україну, командир роти своєї частини. Був вбитий снайпером під час бою. 5 квітня був похований в Читі поруч зі своїм дідом, мером Чити Анатолієм Міхальовим.

## Нагороди
Отримав декілька нагород, серед яких:
- Медаль «За участь у військовому параді в День Перемоги»
- Звання «Герой Російської Федерації» (11 серпня 2022, посмертно) — «за мужність і героїзм, проявлені під час виконання військового обов'язку.»

## Вшанування пам'яті
- 14 жовтня 2022 року на читинській  школі №49, в якій навчався Секержитський, була відкрита меморіальна дошка, а його ім'я було присвоєне шкільному загону Юнармії.
- У військовій частині, в якій служив Секержитський, був організований щорічний  турнір зі стрільби, названий на його честь.